# Olios peruvianus
Olios peruvianus är en spindelart som beskrevs av Roewer 1951. Olios peruvianus ingår i släktet Olios och familjen jättekrabbspindlar.
Artens utbredningsområde är Peru. Inga underarter finns listade i Catalogue of Life.